# Die Reklamation
Die Reklamation é o primeiro álbum da banda alemã Wir sind Helden, lançado em 3 de julho de 2003 pelo selo Labels, subsidiário da EMI. O disco alcançou uma vendagem superior a 700.000 cópias na Alemanha, se tornando logo o primeiro disco de platina da banda.

## Lista de faixas
1. Ist das so? (Holofernes) - 3:04
2. Rüssel an Schwanz (Holofernes, Tavassol) - 4:54
3. Guten Tag (Holofernes, Roy, Tourette) - 3:35
4. Denkmal (Holofernes, Roy, Tourette) - 3:18
5. Du erkennst mich nicht wieder (Holofernes) - 4:56
6. Die Zeit heilt alle Wunder (Holofernes, Roy, Tavassol, Tourette) - 4:09
7. Monster (Holofernes, Roy, Tavassol, Tourette) - 3:48
8. Heldenzeit (Holofernes, Tourette) - 4:24
9. Aurélie (Holofernes) - 3:33
10. Müssen nur wollen (Holofernes, Tourette) - 3:35
11. Ausser dir (Holofernes) - 3:41
12. Die Nacht (Holofernes, Tavassol) - 4:18
13. Wir sind's, Helden (CD-Rom-Dokumentation)

## Singles

### Guten Tag
1. Guten Tag (Die Reklamation) - 3:36
2. Guten Tag (Ich bin Jean) - 4:22
3. Die Zeit heilt alle Wunder (Homerecording, Extended Aaaaaargh-Version) - 4:45
4. Guten Tag (Video)
5. Guten Tag (Making Of)

### Müssen nur wollen
1. Müssen nur wollen - 3:35
2. Ist das so? (live bei XXL-Subworld) - 4:35
3. Kompass - 3:22
4. CD-Rom

### Aurélie
1. Aurélie (die Deutschen flirten sehr subtil) - 3:24
2. Streichelzoo - 3:40
3. Replikanten - 3:19
4. CD-Rom

### Denkmal
1. Denkmal - 3:15
2. Heldenzeit (Live) - 4:42
3. Streichelzoo (Live) - 3:38
4. Du erkennst mich nicht wieder (Live) - 5:12
5. CD-Rom